# Tobias Mißner
Tobias Mißner (* 17. Februar 2000 in Dortmund) ist ein deutscher Fußballspieler.

## Karriere

### Verein
Nach seinen Anfängen in der Jugend des FC Wellinghofen und des TSC Eintracht Dortmund wechselte er im Sommer 2008 in die Jugendabteilung von Borussia Dortmund. Nach insgesamt 24 Spielen in der B-Junioren-Bundesliga, 30 Spielen in der A-Junioren-Bundesliga, zwei Spielen in der Saison 2017/18, fünf Spielen in der Saison 2018/19 in der UEFA Youth League und dem Gewinn der A-Jugend-Meisterschaft in der Saison 2018/19 wechselte er im Sommer 2019 zum SV Wehen Wiesbaden in die 2. Bundesliga. Nachdem er es in einer Spielzeit nur zu drei Kadernominierungen geschafft hatte, ohne in der Liga eingesetzt zu werden, wechselte er im Sommer 2020 in die Regionalliga Südwest zum 1. FSV Mainz 05 II.
Im Sommer 2022 wechselte er nach 64 Ligaspielen zur SV Elversberg in die 3. Liga. Seinen ersten Profieinsatz hatte er am 12. November 2022, dem 17. Spieltag, als er beim 3:0-Heimsieg gegen den SC Freiburg II in der 90. Spielminute für Manuel Feil eingewechselt wurde. Am Ende der Saison 2022/2023 stieg er mit seinem Verein in die 2. Bundesliga auf. Danach wurde sein Vertrag in Elversberg einvernehmlich aufgelöst.
Nach seinem Abgang bei Elversberg unterschrieb er im Sommer 2023 einen Vertrag beim SV Meppen.

### Nationalmannschaft
Mißner bestritt im Jahr 2015 ein Spiel für die U16-Nationalmannschaft des DFB.

## Erfolge
Borussia Dortmund
- Deutscher A-Junioren-Meister: 2019

SV Elversberg
- Meister der 3. Liga und Aufstieg in die 2. Bundesliga: 2022/2023